# زوکسیس

زوکسیس در حال انتخاب مدل‌های خود اثر فرانسیس-آندره وینسنت

زوکسیس یا زئوکسیس (به یونانی: Ζεῦξις) نقاش دوران یونان باستان بود که در ۵ قرن پیش از میلاد مسیح می‌زیست. او زادهٔ هراکلیا و نقاشی ماهر درکشیدن موضوعات طبیعی بود. بنا بر افسانه‌ای، نقاشی او از یک خوشهٔ انگور چنان طبیعی بود که پرندگان برای خوردنش به سوی آن هجوم آوردند.
همچنین در مورد مرگ زوکسیس چنین گفته شده‌است که او پس از اینکه یک پیرزن اصرار داشت به عنوان مدل پرتره الهه آفرودیت از او استفاده شود، به طرز عجیبی خندید و درگذشت.دانشمندان هنوز دقیق نمیدانند که این مرگ واقعی است یا خیر 
ممکن است یک افسانه باشد 